# Tinténiac
Tinténiac (Tintenieg in bretone, Teintenyac in gallo) è un comune francese di 3 468 abitanti situato nel dipartimento dell'Ille-et-Vilaine nella regione della Bretagna.

## Società

### Evoluzione demografica
Abitanti censiti